# Beauharnois (Québec)
Beauharnois è un comune del Canada, situato nella provincia del Québec, nella regione di Montérégie.